# Vatellus lateralis
Vatellus lateralis är en skalbaggsart som först beskrevs av Sharp 1882.  Vatellus lateralis ingår i släktet Vatellus och familjen dykare. Inga underarter finns listade i Catalogue of Life.